# 카소 세라도
《카소 세라도》(스페인어: Caso cerrado)는 2001년 4월 2일터 현재까지 텔레문도에서 방영중인 텔레비전 프로그램이다.